# إدي بوسنر
إدي بوسنر (بالإنجليزية: Eddy Bosnar)‏ مواليد 29 أبريل 1980 في سيدني، هو لاعب كرة قدم أسترالي. يلعب كمدافع.

## المسيرة الاحترافية

### أندية لعب لها
- نادي نيوكاسل يونايتد جتز
- نادي سيدني يونايتد 58
- نادي دينامو زغرب
- شتورم غراتس
- نادي إيفرتون
- نادي رييكا لكرة القدم
- نادي هيراكليز ألميلو
- جيف يونايتد إتشيهارا تشيبا
- شيميزو إس-بولس

## روابط خارجية
- إدي بوسنر على موقع الاتحاد الدولي (مؤرشف)  (الإنجليزية)
- إدي بوسنر على موقع رابطة كرة القدم اليابانية للمحترفين (اليابانية)
- إدي بوسنر على موقع دوري كوريا الجنوبية (الإنجليزية)
- إدي بوسنر على موقع قاعدة بيانات كرة القدم.إي يو (الإنجليزية)
- إدي بوسنر على موقع Soccerway.com (الإنجليزية)
- إدي بوسنر على موقع عالم كرة القدم.نت (الإنجليزية)